# Eunoe mindanavensis
Eunoe mindanavensis är en ringmaskart som beskrevs av McIntosh 1885. Eunoe mindanavensis ingår i släktet Eunoe och familjen Polynoidae. Inga underarter finns listade i Catalogue of Life.